# جائزة جنوب إفريقيا الكبرى للدراجات النارية 2000
جائزة جنوب أفريقيا الكبرى للدراجات النارية 2000 هو سباق دراجات نارية أقيم بتاريخ 19 مارس 2000. كان الجولة الأولى من أصل 16 في سباق الجائزة الكبرى للدراجات النارية موسم 2000. فاز الأسترالي غاري ماكوي بفئة 500 سي سي بينما جاء الإسباني كارلوس تشيكا في المركز الثاني وحصل على المركز الثالث الإيطالي لوريس كابيروسي.

## وصلات خارجية
- الموقع الرسمي